# Santiago Guallar Poza
Santiago Guallar Poza (Muniesa, 25 de julio de 1875 - Zaragoza 16 de mayo de 1946) fue un canónigo y político español, diputado en las Cortes republicanas. Fue hermano del también político Antonio Guallar Poza.
Cursó sus estudios eclesiásticos en Belchite y Zaragoza, y fue nombrado presbítero en 1899. Obtuvo a los veintinueve años de edad el doctorado en Teología, fue profesor del Seminario de Zaragoza, y en 1903 alcanzó por oposición una canonjía del Cabildo de Zaragoza, del que fue nombrado deán en 1941. 
Activo propagandista y organizador del catolicismo social, fue consiliario del Círculo Católico de Obreros de Fuenclara en Zaragoza, y de la Asociación Zaragozana de Señoras de la Buena Prensa.
Con la llegada de la II República, consiguió en junio de 1931 el acta de diputado a las Cortes por Zaragoza capital en las listas de la Unión de Derechas, patrocinada por el partido Acción Nacional (luego Acción Popular Aragonesa), entidad de la que fue presidente honorario. En noviembre de 1933, fue elegido nuevamente diputado. 
Desde 1939 hasta su fallecimiento fue consejero de la Caja de Ahorros de Zaragoza, y en 1940 fue nombrado Vicepresidente de dicha Entidad. Fue asimismo Presidente de la Real Sociedad Económica Aragonesa de Amigos del País. En estos años de posguerra fue Prefecto de estudios del Seminario Pontificio zaragozano.
A lo largo de toda su vida, siempre tuvo muy presente a su pueblo natal, interviniendo en algunos asuntos que redundaron en beneficio de Muniesa, como su intervención en la donación por parte de los Sres. Aranguren de su casa solariega y fincas a las Hnas de Sta. Ana, para que pudieran recibir formación los niños del pueblo. Fue consejero de la Sociedad FF.CC. de Utrillas.
Siempre manifestó su deseo de ser enterrado en su pueblo. Sus restos descansan en el panteón de los canónigos del cementerio de Torrero en Zaragoza. En su día tuvo dedicada una plaza en el pueblo.